# Hueytown
Hueytown – miasto w Stanach Zjednoczonych, w stanie Alabama, w hrabstwie Jefferson. W roku 2023 miasto zamieszkiwały 16 202 osoby, a gęstość zaludnienia wynosiła 538,3 osoby/km².